# Marie Anna Bavorská (1660–1690)

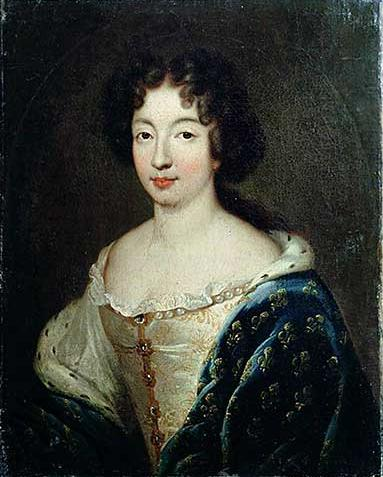
Marie Anna Viktorie Bavorská

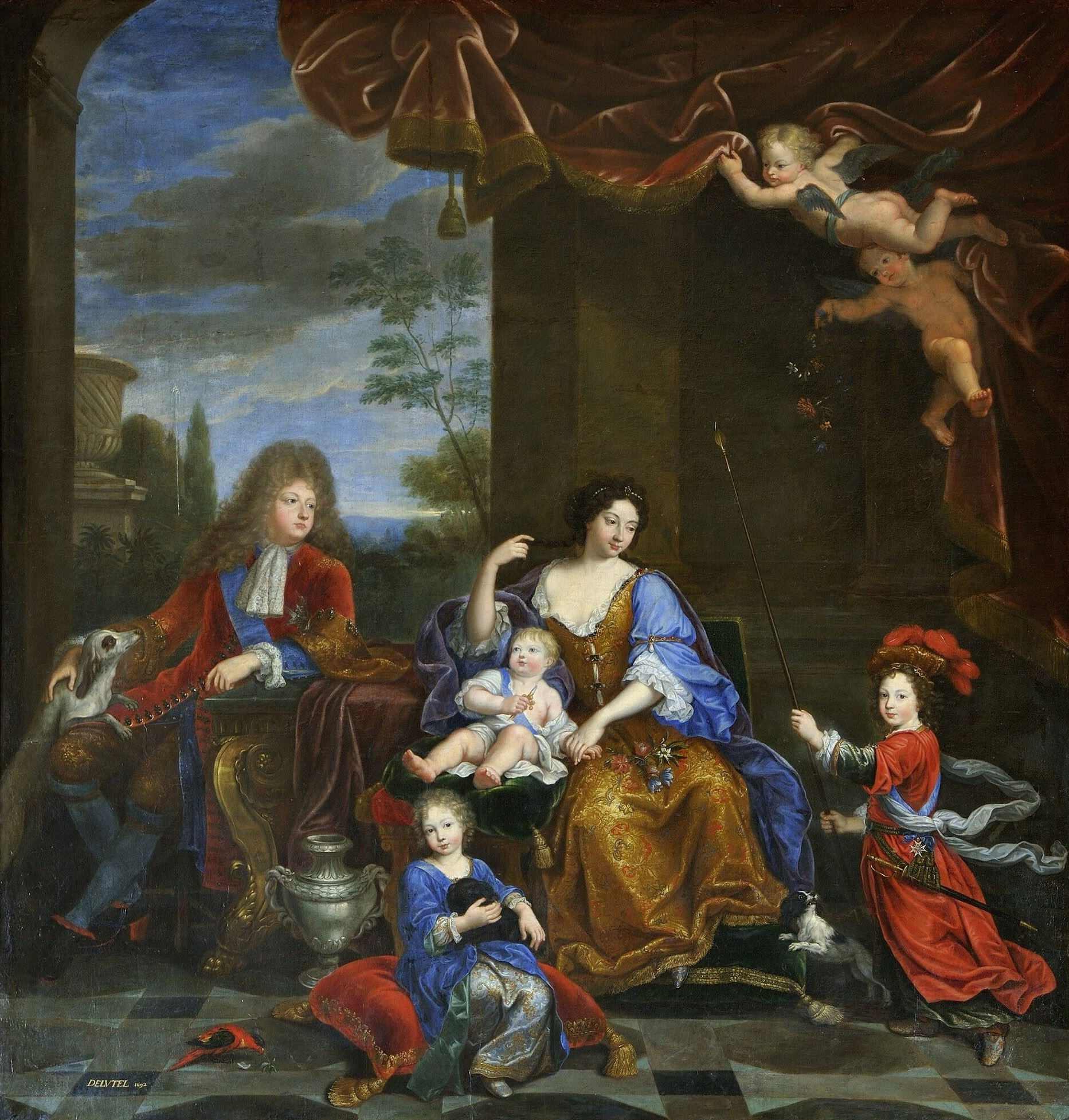
Rodina Velkého dauphina a Marie Anny Bavorské (obraz vznikl po její smrti)

Marie Anna Viktorie Bavorská, (28. listopad 1660 Mnichov – 20. duben 1690 Versailles) byla francouzská dauphinka a manželka Velkého dauphina Ludvíka, syna a dědice krále Ludvíka XIV. Byla známá jako la dauphine Marie Anne Victoire nebo la Grande Dauphine. Marie byla „patetická“ postava u francouzského dvora, izolovaná a nedoceněná přes svou velkou inteligenci. Dvořané ji vnímali jako nudnou, neatraktivní a neduživou.

## Původ
Marie Anna Viktorie byla nejstarší dcerou kurfiřta Ferdinanda Marii Bavorského a jeho manželky princezny Jindřišky Adély Marie Savojské. Jejími prarodiči z matčiny strany byli savojský vévoda Viktor Amadeus I. a Kristina Bourbonská, druhá dcera krále Jindřicha IV. Francouzského a Marie Medicejské. Manžel Marie Anny Viktorie, Velký dauphin Ludvík, byl tedy bratrancem její matky.

## Život
Narodila se v Mnichově, hlavním městě bavorského kurfiřtství. V roce 1668, když jí bylo osm let, ji zasnoubili s francouzským dauphinem Ludvíkem, synem krále Ludvíka XIV. Začala se vzdělávat tak, aby byla pro tuto roli připravena. Kromě své rodné němčiny se naučila mluvit francouzsky, italsky a latinsky. Na úlohu dauphinky Francie se těšila. Marie Anna měla velmi blízko ke své matce, která zemřela roku 1676. Jejími sourozenci byli Violanta Bavorská, budoucí manželka Ferdinanda Medicejského, a budoucí bavorský kurfiřt Maxmilián II. Emanuel.
Ke sňatku v zastoupení došlo v Mnichově dne 28. ledna 1680. Pár se poprvé setkal 7. března 1680 v Châlons-en-Champagne. Marie Anna byla první francouzskou dauphine od roku 1558, kdy jí byla skotská královna Marie Stuartovna jako manželka pozdějšího krále Františka II.
Po svatbě Marii náležel titul „její královská výsost“ (son altesse royale) a oslovení Madame la Dauphine.
Když poprvé přijela do Francie, udělala u dvora dobrý dojem svou znalostí francouzštiny. Když vstoupila do Štrasburku, dostalo se jí přivítání v němčině, ona však přerušila pozdrav tím, že řekla „Pánové, já mluvím francouzsky!“ Nebyla však ideálem krásy té doby, a tak se o ní říkalo, že je „hrozně ošklivá“. Jiní tvrdili, že i když není krásná, přesto má své osobní kouzlo.
Jakmile se Marie Anna Viktorie provdala, stala se druhou nejdůležitější ženou u dvora, hned po své tchyni, královně Marii Tereze Habsburské. Když královna v roce 1683 zemřela, stala se Marie Anna formálně první dámou u dvora a dostala komnaty budoucí královny. Král Ludvík XIV. očekával, že Marie Anna bude plnit funkci první dámy, ale její špatné zdraví jí to znemožňovalo. Král byl však vůči ní zcela bez soucitu a obviňoval ji z falešné hypochondrie.
Její manžel měl milenky, a tak Marie Anna žila osamoceně ve svých komnatách, kde se svými přáteli mluvila německy, tedy jazykem, kterému její choť nemohl rozumět. Její blízkou přítelkyní byla svým původem rovněž Němka Alžběta Šarlota Falcká, manželka králova mladšího bratra Filipa I. Orleánského. U dvora, kde byla krása tak důležitá, trpěla Marie Anna depresemi z toho, že nebyla krásná. Zemřela v roce 1690. Pitva ukázala velké množství vnitřních poruch, což prokázalo pravdivost jejích stížností na špatné zdraví.
Marie Anna Viktorie byla pohřbena v bazilice Saint-Denis. Byla předkem prince Henriho d'Orléans (* 1933), pařížského hraběte a pretendenta francouzského trůnu, Juana Carlose I., španělského krále, Alberta II. Belgického, Jindřicha I., lucemburského velkovévody a Viktora Emanuela Savojského, pretendenta italského trůnu.

### Potomci
- 1. Ludvík Francouzský (16. 8. 1682 Versailles – 18. 2. 1712 Marly), Malý dauphin, vévoda burgundský
  - ⚭ 1697 Marie Adelaide Savojská (6. 12. 1685 Turín – 12. 2. 1712 Versailles)
- 2. Filip Francouzský (19. 12. 1683 Versailles – 9. 7. 1746 Madrid), vévoda z Anjou, španělský král od roku 1700 až do své smrti
  - I. ⚭ 1701 Marie Luisa Savojská (17. 9. 1688 Turín – 14. 2. 1714 Madrid)
  - II. ⚭ 1714 Alžběta Parmská (25. 10. 1692 Parma – 11. 7. 1766 Aranjuez)
- 3. Karel Francouzský (31. 7. 1686 Versailles – 5. 5. 1714 tamtéž), vévoda z Berry, Alençonu a Angoulême, hrabě z Ponthieu
  - ⚭ 1710 Marie Luisa Alžběta Orleánská (20. 8. 1695 Versailles – 21. 7. 1719 Paříž)

## Vývod z předků
|                     |                                |  |                           |                         |  |  |  |  |  |  |  | Albrecht V. Bavorský |
|                     |                                |  |                           |                         |  |  |  |  |  |  |  |                      |
|                     | Vilém V. Bavorský              |  |                           |                         |  |  |  |  |  |  |  |                      |
|                     |                                |  |                           |                         |  |  |  |  |  |  |  |                      |
|                     |                                |  |                           | Anna Habsburská         |  |  |  |  |  |  |  |                      |
|                     |                                |  |                           |                         |  |  |  |  |  |  |  |                      |
|                     | Maxmilián I. Bavorský          |  |                           |                         |  |  |  |  |  |  |  |                      |
|                     |                                |  |                           |                         |  |  |  |  |  |  |  |                      |
|                     |                                |  |                           | František I. Lotrinský  |  |  |  |  |  |  |  |                      |
|                     |                                |  |                           |                         |  |  |  |  |  |  |  |                      |
|                     | Renata Lotrinská               |  |                           |                         |  |  |  |  |  |  |  |                      |
|                     |                                |  |                           |                         |  |  |  |  |  |  |  |                      |
|                     |                                |  |                           | Kristina Dánská         |  |  |  |  |  |  |  |                      |
|                     |                                |  |                           |                         |  |  |  |  |  |  |  |                      |
|                     | Ferdinand Maria Bavorský       |  |                           |                         |  |  |  |  |  |  |  |                      |
|                     |                                |  |                           |                         |  |  |  |  |  |  |  |                      |
|                     |                                |  |                           | Karel II. Štýrský       |  |  |  |  |  |  |  |                      |
|                     |                                |  |                           |                         |  |  |  |  |  |  |  |                      |
|                     | Ferdinand II. Štýrský          |  |                           |                         |  |  |  |  |  |  |  |                      |
|                     |                                |  |                           |                         |  |  |  |  |  |  |  |                      |
|                     |                                |  |                           | Marie Anna Bavorská     |  |  |  |  |  |  |  |                      |
|                     |                                |  |                           |                         |  |  |  |  |  |  |  |                      |
|                     | Marie Anna Habsburská          |  |                           |                         |  |  |  |  |  |  |  |                      |
|                     |                                |  |                           |                         |  |  |  |  |  |  |  |                      |
|                     |                                |  |                           | Vilém V. Bavorský       |  |  |  |  |  |  |  |                      |
|                     |                                |  |                           |                         |  |  |  |  |  |  |  |                      |
|                     | Marie Anna Bavorská            |  |                           |                         |  |  |  |  |  |  |  |                      |
|                     |                                |  |                           |                         |  |  |  |  |  |  |  |                      |
|                     |                                |  |                           | Renata Lotrinská        |  |  |  |  |  |  |  |                      |
|                     |                                |  |                           |                         |  |  |  |  |  |  |  |                      |
| Marie Anna Bavorská |                                |  |                           |                         |  |  |  |  |  |  |  |                      |
|                     |                                |  |                           |                         |  |  |  |  |  |  |  |                      |
|                     |                                |  | Emanuel Filibert Savojský |                         |  |  |  |  |  |  |  |                      |
|                     |                                |  |                           |                         |  |  |  |  |  |  |  |                      |
|                     | Karel Emanuel I. Savojský      |  |                           |                         |  |  |  |  |  |  |  |                      |
|                     |                                |  |                           |                         |  |  |  |  |  |  |  |                      |
|                     |                                |  |                           | Markéta Francouzská     |  |  |  |  |  |  |  |                      |
|                     |                                |  |                           |                         |  |  |  |  |  |  |  |                      |
|                     | Viktor Amadeus I.              |  |                           |                         |  |  |  |  |  |  |  |                      |
|                     |                                |  |                           |                         |  |  |  |  |  |  |  |                      |
|                     |                                |  |                           | Filip II. Španělský     |  |  |  |  |  |  |  |                      |
|                     |                                |  |                           |                         |  |  |  |  |  |  |  |                      |
|                     | Kateřina Michaela Španělská    |  |                           |                         |  |  |  |  |  |  |  |                      |
|                     |                                |  |                           |                         |  |  |  |  |  |  |  |                      |
|                     |                                |  |                           | Alžběta z Valois        |  |  |  |  |  |  |  |                      |
|                     |                                |  |                           |                         |  |  |  |  |  |  |  |                      |
|                     | Jindřiška Adéla Marie Savojská |  |                           |                         |  |  |  |  |  |  |  |                      |
|                     |                                |  |                           |                         |  |  |  |  |  |  |  |                      |
|                     |                                |  |                           | Antonín Navarrský       |  |  |  |  |  |  |  |                      |
|                     |                                |  |                           |                         |  |  |  |  |  |  |  |                      |
|                     | Jindřich IV. Francouzský       |  |                           |                         |  |  |  |  |  |  |  |                      |
|                     |                                |  |                           |                         |  |  |  |  |  |  |  |                      |
|                     |                                |  |                           | Jana III. Navarrská     |  |  |  |  |  |  |  |                      |
|                     |                                |  |                           |                         |  |  |  |  |  |  |  |                      |
|                     | Kristina Bourbonská            |  |                           |                         |  |  |  |  |  |  |  |                      |
|                     |                                |  |                           |                         |  |  |  |  |  |  |  |                      |
|                     |                                |  |                           | František I. Medicejský |  |  |  |  |  |  |  |                      |
|                     |                                |  |                           |                         |  |  |  |  |  |  |  |                      |
|                     | Marie Medicejská               |  |                           |                         |  |  |  |  |  |  |  |                      |
|                     |                                |  |                           |                         |  |  |  |  |  |  |  |                      |
|                     |                                |  |                           | Johana Habsburská       |  |  |  |  |  |  |  |                      |
|                     |                                |  |                           |                         |  |  |  |  |  |  |  |                      |

## Tituly a oslovení
- 28. listopadu 1660 – 7. března 1680: Její Jasnost vévodkyně Marie Anna Viktorie Bavorská.
- 7. března 1680 – 20. dubna 1690: Její Královská Výsost Dauphine Francie.